# Grębień
Grębień est une localité polonaise de la gmina de Pątnów, située dans le powiat de Wieluń en voïvodie de Łódź.